# المرأة في عصور ما قبل التاريخ
خُصصت كمية كبيرة من الأبحاث في دراسة ما قبل التاريخ لدور النساء في المجتمعات قبل الكتابية. يُعتقد أن المهام التي كانت تتولاها النساء قد شكلت جزءًا كبيرًا من تقسيم العمل الجنسي فيما يتعلق بتربية الأطفال، وجمع المؤن، والأنشطة اليومية الأخرى. ومع ذلك، أشارت الأبحاث الحديثة إلى أن النساء لعبن أيضًا دورًا نشطًا في الصيد والأنشطة البدنية الأخرى، بدلاً من الاقتصار على الأدوار المنزلية التي كانت تشغلها النساء في الحضارات الأدبية. دراسة النساء ما قبل التاريخ تثير اهتماماً خاصاً لدى علماء الآثار النسوية والجندرية، الذين يسعون إلى تحدي الافتراضات المتمركزة حول الذكور في علم الآثار التقليدي.

## علم الإنسان (الأنثروبولوجيا)

### النظام الأمومي والخط الأمومي
كان الاختلاف في الوضع الاجتماعي بين النساء في عصور ما قبل التاريخ والنساء المعاصرات نقطة جدل رئيسية في الأنثروبولوجيا منذ القرن التاسع عشر. ساوى مفكرون اجتماعيون مبكرون مثل لويس مورغان، وفريدريش إنجلز، وأوغست بيبل بشكل صريح بين النظام الأمومي والشيوعية البدائية وبين النظام الأبوي والفردية والاضطهاد والملكية الخاصة. جادلت هذه المدارس عادةً أن المجتمعات ما قبل التاريخ مارست الأمومة المجتمعية بسبب عدم وجود خط نهائي للنسب الأبوي دون فرض اجتماعي للزواج الأحادي.
ظهرت أفكار مشابهة خلال الموجة الثانية من الحركة النسوية مع زيادة دراسة السكن الأمومي والدين الأمومي، مثل نظرية ماريا غيمبوتاس حول "أوروبا القديمة" الأموية والمتساوية، التي تغلب عليها وغزتها فيما بعد الشعوب الهندوأوروبية الأبويين والتوسعيين. تبقى هذه التفسيرات مثيرة للجدل بسبب التصورات حول التحيز السياسي أو نقص الأدلة المادية، ولكن دافع عنها شخصيات بارزة مثل الأنثروبولوجي كريس نايت، الذي انتقد المحاولات الوظيفية العشوائية لتقليل أهمية التقاليد الأمومية الواضحة في المجتمعات القبلية المعاصرة.

### المرأة الجامعة مقابل المرأة الصائدة
منذ سبعينيات القرن العشرين، كان المنظور العلمي السائد حول الأدوار الجندرية في مجتمعات الصيد والجمع يتبنى نموذج "الرجل الصياد، المرأة الجامعة". ابتكر هذا النموذج الأنثروبولوجيان ريتشارد بورشي لي وإيرفين ديفور في عام 1968، وقد استند إلى أدلة تعتبر الآن غير كاملة، حيث أشار إلى وجود تقسيم واضح للعمل بين الرجال والنساء في مجتمعات الباحثين المعاصرين. ومع ذلك، توصلت الأدلة الحديثة التي جمعها باحثون مثل سارة لايسي وكارا أوكوبوك إلى عدم وجود تفضيلات واضحة للأدوار الجندرية بين مجتمعات الصيد والجمع الحديثة. وأظهرت الأبحاث الأثرية الحديثة التي أجراها الأنثروبولوجي وعالم الآثار ستيفن كون أن تقسيم العمل الجنسي لم يكن موجودًا قبل العصر الحجري (50,000 إلى 10,000 سنة مضت) وتطور نسبياً مؤخرًا في تاريخ البشرية.
ركزت لايسي وأوكوبوك بشكل خاص على دور الإستروجين في مساهمات النساء في البقاء اليومي في المجتمعات ما قبل التاريخ؛ على عكس الاعتقاد الشائع، يؤثر التستوستيرون بشكل كبير فقط على تطوير الألياف العضلية من النوع 2 مقارنةً بالإستروجين، الذي يؤثر أساسًا على تطوير الألياف العضلية من النوع 1. تعمل عضلات النوع 2 بشكل أفضل في الأنشطة "القوية" قصيرة الأمد مثل رفع الأثقال أو رمي الرماح، بينما تعمل عضلات النوع 1 بشكل أفضل في الأنشطة التحملية طويلة الأمد مثل الجري لمسافات طويلة. لذلك، فإن عضلات النساء تكون أكثر كفاءة في استخدام الطاقة، مما يعني أن الصيد بالتحمل، وهي تقنية يعتقد أنها شكلت إحدى المزايا التطورية الرئيسية للإنسان الأول مقارنةً بفريسته الأكثر حركة، كان من الأسهل على النساء ممارستها مقارنةً بالرجال.
تشمل المجموعات الصيادة-الجامعة في العصور الحديثة أو المعاصرة التي يُعرف عنها عدم وجود تقسيم جنسي واضح للعمل الأينو، والأغتا، والجوهوانسي، بالإضافة إلى وجود أدلة مادية كبيرة على مشاركة النساء في الصيد بين الثقافات ما قبل التاريخية في مناطق مثل ما يعرف اليوم ببيرو.

## الثقافة المادية

#### الفن في عصور ما قبل التاريخ
يُعرف العصر الحجري بعرضه لثروة من التمثيلات الفنية للنساء، والتي تُجمع عادة تحت مصطلح تماثيل فينوس، كأول أعمال ثقافية بشرية في التاريخ. تميزت تماثيل فينوس بخصائص جنسية مبالغ فيها، تُعتبر عمومًا رموزًا للخصوبة والجنس، وتضم أقدم تمثيل معروف للإنسان؛ وهي تمثال فينوس هوهل فيلس، الذي وصفه الأنثروبولوجي نيكولاس كونارد بأنه "يتعلق بالجنس والتكاثر". تشمل التماثيل البارزة الأخرى تماثيل فينوس ويليندورف، ودولني فيستونيتسي، ومورافاني، والتي تميزت بالتركيز على الوركين، والثديين، والبطن. تتمركز الأمثلة عادة حول أوروبا، التي كانت مأهولة في ذلك الوقت بثقافات كرو ماجنون المتقدمة نسبيًا، رغم أن المصطلح طُبق على نطاق واسع وصولاً إلى سيبيريا. تشمل الرموز المماثلة من العصور اللاحقة بوتنياس ثيرون، الموجودة في البحر الأبيض المتوسط والشرق الأدنى القديم.
انتقدت بعض عالِمات الآثار النسوية، مثل كايليا فاندي ويترينغ وليروي ماكديرموت، النظرة الذكورية المرتبطة بتسمية وتصنيف تماثيل فينوس. يُعد الاسم مشتقًا من أول تمثال اُكتشف، فينوس العارية، الذي أطلق عليه مكتشفه هذا الاسم بناءً على وجهات النظر الأوروبية المعاصرة عن الجنس ولارتباطه المزعوم بالخصوبة والجنس المنسوبة إلى فينوس الرومانية، على الرغم من أن الثقافات المسؤولة عن هذه التماثيل سبقت الديانات اليونانية-الرومانية بآلاف السنين ولم يتم التوصل إلى إجماع مدعوم ماديًا حول أهمية هذه التماثيل بين الباحثين.
اقترح ماكويد وماكديرموت أن الطريقة التي صوُّرت بهل هذه التماثيل، مثل الثديين الكبيرين وعدم وجود أقدام ووجوه، تشير إلى أنها صنعت من قبل نساء ينظرن إلى أجسادهن. ويشيرون إلى أن النساء في تلك الفترة لم يكن لديهن مرايا للحفاظ على النسب الدقيقة أو تصوير الوجوه أو الرؤوس في التماثيل. تبقى هذه النظرية صعبة الإثبات أو النفي، وقد اقترح مايكل إس بيسون أن البدائل مثل البرك قد استخدمت كمرايا.

### ممارسات الدفن
أشار الباحثان لاسي وأوكوبوك إلى أن مواقع الدفن من العصر الحجري العلوي لم تظهر أي اختلاف بين السلع الجنائزية أو المعاملة بعد الموت الممنوحة للرجال مقارنة بالنساء، مما يشير أكثر إلى غياب "التسلسلات الهرمية الاجتماعية القائمة على الجنس".
سجل الأثري العام وجد العديد من الأمثلة البارزة للأضرحة الفاخرة وممارسات الدفن للنساء، بما في ذلك حالات مشهورة مثل فتاة إغتفيد وأميرة أوكوك. أسفرت الحفريات عن ثروة من السلع الجنائزية المحفوظة جيدًا، بما في ذلك أدوات الخياطة، والإمدادات الطبية، ومستحضرات التجميل، وشبكات الشعر، والعناصر الزخرفية المتنوعة.

## علم الوراثة
دراسة الحمض النووي الخاص بالميتوكوندريا البشرية سمحت لعلماء الوراثة بالبدء في تحديد أحدث سلف مشترك للإنسانية على مستوى الخط النسائي، أي أحدث امرأة عاشت ومنها ينحدر جميع البشر الحديثين بشكل غير منقطع، والمعروفة بـ "حواء الميتوكوندريالية" بالإشارة إلى خلقة الكتاب المقدس. حتى عام 2015، تقديرات عمر السلف الأحدث المشترك للخط الذكوري تتراوح بين 200,000 إلى 300,000 عام، وهو يتسق تقريبًا مع ظهور الإنسان الحديث من الناحية التشريحية.
لوحظ أيضًا من قبل الباحثين أن مستقبل الاستروجين الموجود في الإنسان أقدم بين 1.2 مليار إلى 600 مليون عام مما يعادل مستقبل الأندروجينات، مما يشير إلى دور تطوري كبير لهذا المستقبل في تطور أسلاف البشر.
وقد وُجد أن الخليط الجيني بين النياندرتال والإنسان الحديث البشري يظهر فرقًا واضحًا بين الجنسين، حيث عدم وجود أي دي أن أي ميتوكوندريالي نياندرتالي يدل على أن خطوط الانسلاخ الهجينة التي نجت نشأت خصوصا من العلاقات بين الذكر من نياندرتالي والأنثى من نوع سابينس.